# Kugel de patata

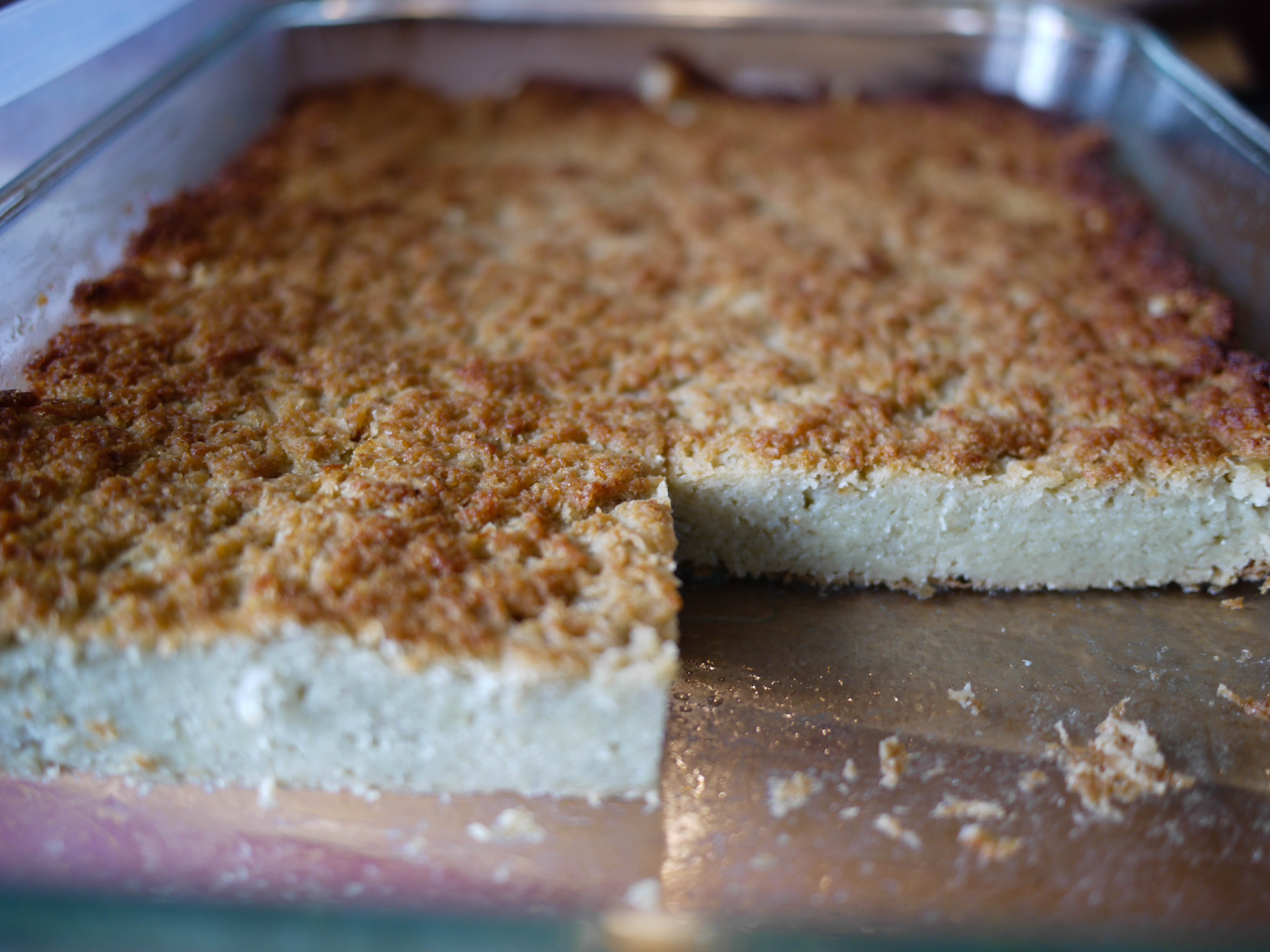
Un kugel de papa rectangular, parcialmente comido

El kugel de papa es un tipo de kugel cocinado con papa de origen judío asquenazí, elaborado con papas, cebollas, huevos, harina o harina de matzá, aceite, sal y pimienta .

## Descripción general
El kugel de papa se sirve comúnmente durante Shabat y otras festividades judías . Todos los kugel de papa son platos salados, y por eso es más parecido a un latke que un kugel de fideos. Tipicalmente se prepara en una cazuela. El kugel de papa se puede hacer con papas ralladas, lo que le da una textura más crujiente, o se puede hacer con papas hechas puré en un procesador de alimentos, creando una "consistencia similar a la del pudín" según el chef judío Jamie Geller . 
Algunos cocineros añaden polvo de hornear al kugel para bajar el pH. Esta addición se promete la Reacción de Maillard. Sin embargo, el uso de los leudantes es prohibido durante la festival de Pésaj.